# Banque nationale de crédit
Ne doit pas être confondu avec l'ancienne banque française Banque nationale de Crédit
Pour les articles homonymes, voir BNC.
La Banque nationale de crédit (BNC) est une banque haïtienne appartenant à l'état. Elle occupe la troisième place dans le système bancaire haïtien en termes d'actifs.

## Historique
Issue de la séparation de la Banque nationale de la république d'Haïti en deux entités, l'autre étant la Banque de la république d'Haïti remplissant les fonctions de banque centrale, la BNC naît le 17 août 1979 comme banque commerciale.
Elle commence, effectivement le 1er avril 1980, en très bonne position occupant la première place du système bancaire haïtien en termes de dépôts. Mais au début des années 1990, avec l'arrivée de nouvelles banques privées qui n'hésitent pas à faire usage de la technologie, la BNC glisse jusqu'à la sixième place. En 1999, elle traverse une restructuration qui la remet sur pied.
En 2007 la BNC fait l'acquisition de la Société caraïbéene de Banque (Socabank), alors la troisième banque du pays en termes d'actifs, devenue insolvable.
La BNC exploite actuellement un réseau de 36 succursales à travers Haïti.